# Janez Šubic mlajši
Janez Šubic mlajši, slovenski slikar, * 26. oktober 1850, Poljane nad Škofjo Loko, † 25. april 1889, Kaiserslautern, Nemško cesarstvo.

## Življenje in delo
Po učni dobi pri očetu in slikarju Štefanu Šubicu, ki je imel v Poljanah nad Škofjo Loko svojo podobarsko delavnico, je nadaljeval študij slikanja v delavnici slikarja Janeza Wolfa v Šentvidu pri Ljubljani. Nato se je izpopolnjeval na slikarski akademiji v Benetkah in na Dunaju. Kasneje je bival v Pragi, leta 1884 pa se je naselil v Kaiserslauternu v zahodni Nemčiji. Tu je bil profesor dekoracijskega slikarstva in je umrl 25. aprila 1889.
Janez Šubic sodi v sam vrh naših slikarjev realistov. Njegove slike so v mnogih cerkvah, marsikatero nabožno delo pa ni več na ustreznem mestu. Med drugimi so te slike v Poljanski dolini v Javorjah, Bukovem Vrhu, Ledinah, na Logu v cerkvi sv. Volbenka, v Poljanah, pa v bližini Škofje Loke na Hribcu. Razen cerkvenih podob je slikal krajine, portrete, žanrske prizore; izvrševal je dekoracije in ilustracije ter obnavljal freske. Njegova umetniška dela so doma in v tujini.